# Kameleonska kača
Kameleonska kača (znanstveno ime Enhydris gyii) je vrsta strupenjače, ki živi na indonezijskem otoku Borneo, njena značilnost pa je spontano spreminjanje barve.
Kameleonsko obnašanje kače je bilo slučajno odkrito leta 2005, ko je biolog Mark Auliya enega od primerkov položil v temno vedro. Po približno 20 minutah je kača spremenila barvo in postala skoraj povsem bela. Znanstveniki so kasneje ugotovili, da gre za novo vrsto, ki so jo uvrstili v rod Enhydris. Kot vse kače iz poddružine povodnih goževcev je tudi kameleonska kača živorodna. V dolžino doseže okoli 50 cm in je srednje strupena. Zobe ima v zadnjem delu čeljusti.